# سفارة أوكرانيا في رومانيا
سفارة أوكرانيا في رومانيا هي أرفع تمثيل دبلوماسي لدولة أوكرانيا لدى رومانيا. تقع السفارة في بوخارست وهي تهدف لتعزيز المصالح الأوكرانية في رومانيا.

## وصلات خارجية
- الموقع الرسمي
- قائمة سفارات أوكرانيا
- قائمة السفارات في رومانيا